# Schwarzenberg
Schwarzenberg es una comuna suiza del cantón de Lucerna, situada en el distrito de Lucerna. Limita al norte con la comuna de Malters, al este con Kriens y Hergiswil (NW), al sur con Alpnach (OW), y al oeste con Entlebuch y Werthenstein.

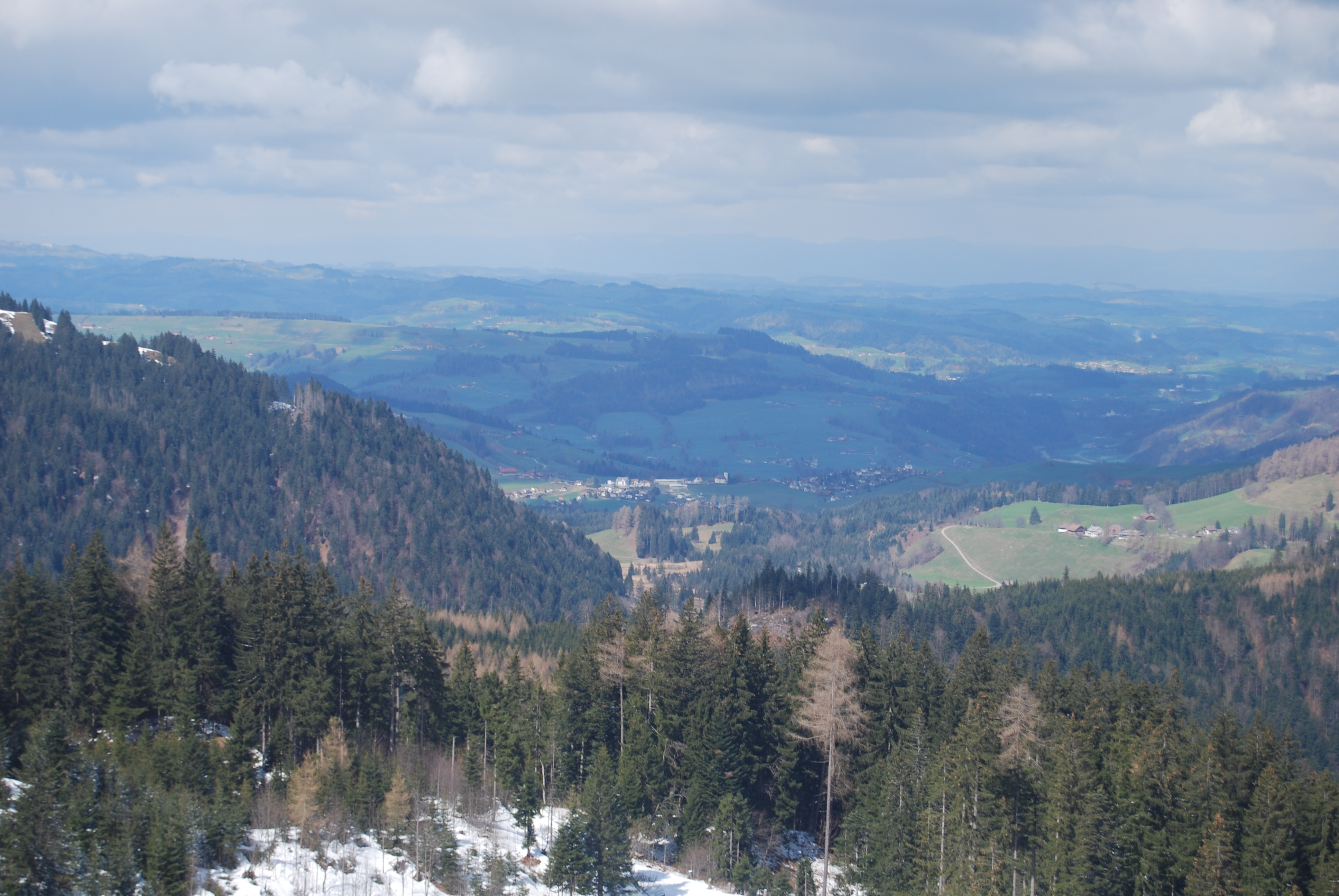
Schwarzenberg